# Leopold Stephan
Leopold Stephan (* 1826 Praha – 26. března 1890 Praha) byl český malíř a soukromý učitel malby.

## Život
Leopold Stephan vystudoval pražskou Akademii v ateliérech pro figurální malbu Christiana Rubena (1843-1845) a krajinomalbu u Maxe Haushofera (1845-1847). Ve studiích pokračoval v krajinářské škole Andrease Achenbacha v Düsseldorfu a nějaký čas strávil v Mnichově a Tyrolsku. Ve svém ateliéru dával soukromé lekce krajinomalby např. Václavu Březinovi nebo Lvu Lerchovi.
Byl členem spolků: Jednota umělců výtvarných (1849–50), Krasoumná jednota (1849–86), Umělecká beseda (1873-).
V závěru života žil v Bubenči č. 348, nebyl ženat.

## Dílo
Stephan byl malíř romantických a pitoreskních krajin s výraznou barevností a dominantní ostrou zelení. Tématem jeho obrazů byly tyrolské hrady, alpské ledovce, jezera v Solné komoře, skalnaté a lesnaté krajiny, přírodní scenérie s hradem, kostelem, při bouři, apod. V Čechách maloval Šumavu nebo Podkrkonoší v okolí Turnova, ale navštívil i Moravu a okolí Trenčína na Slovensku.

### Zastoupení ve sbírkách
- Oblastní galerie v Liberci
- Památník národního písemnictví
- Karlštejnská a.s.

## Galerie

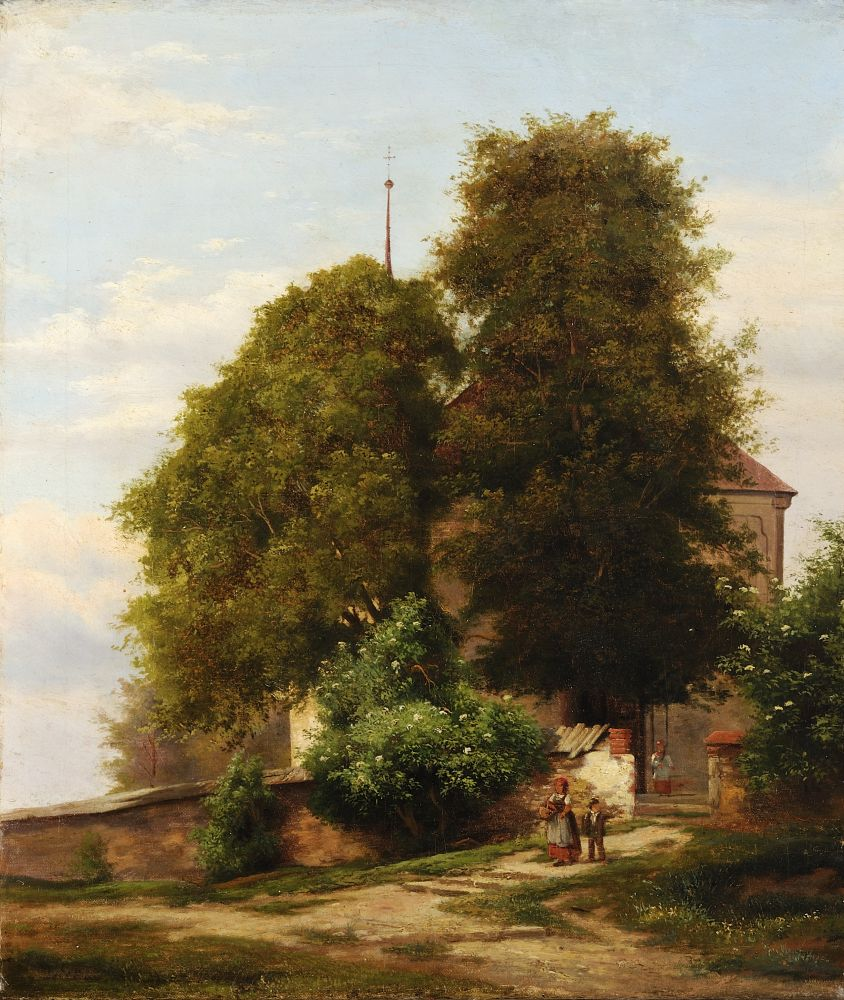
Leopold Stephan - Cestou z kostela (před 1890)
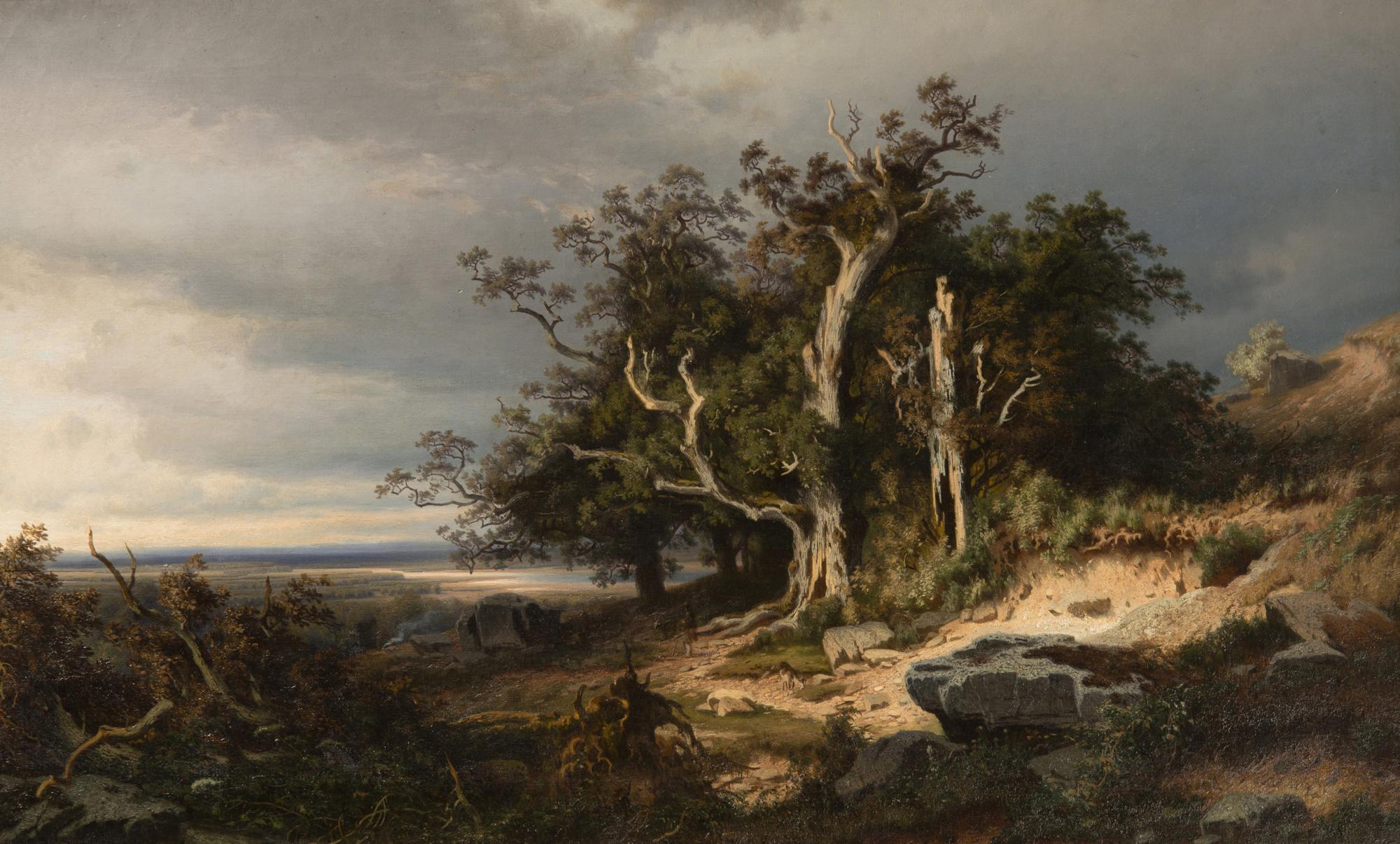
Leopold Stephan - Krajina před bouří (1875)
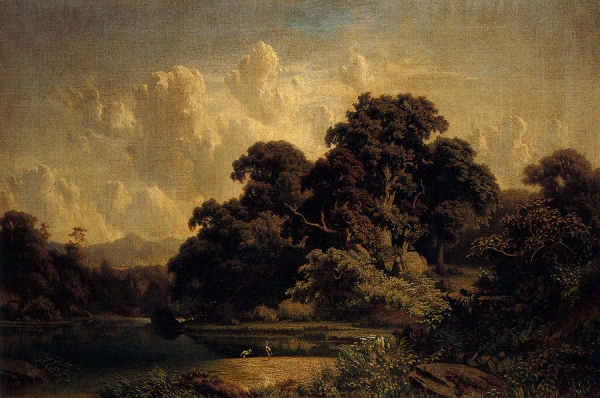
Leopold Stephan - Krajina s čápy (1859)
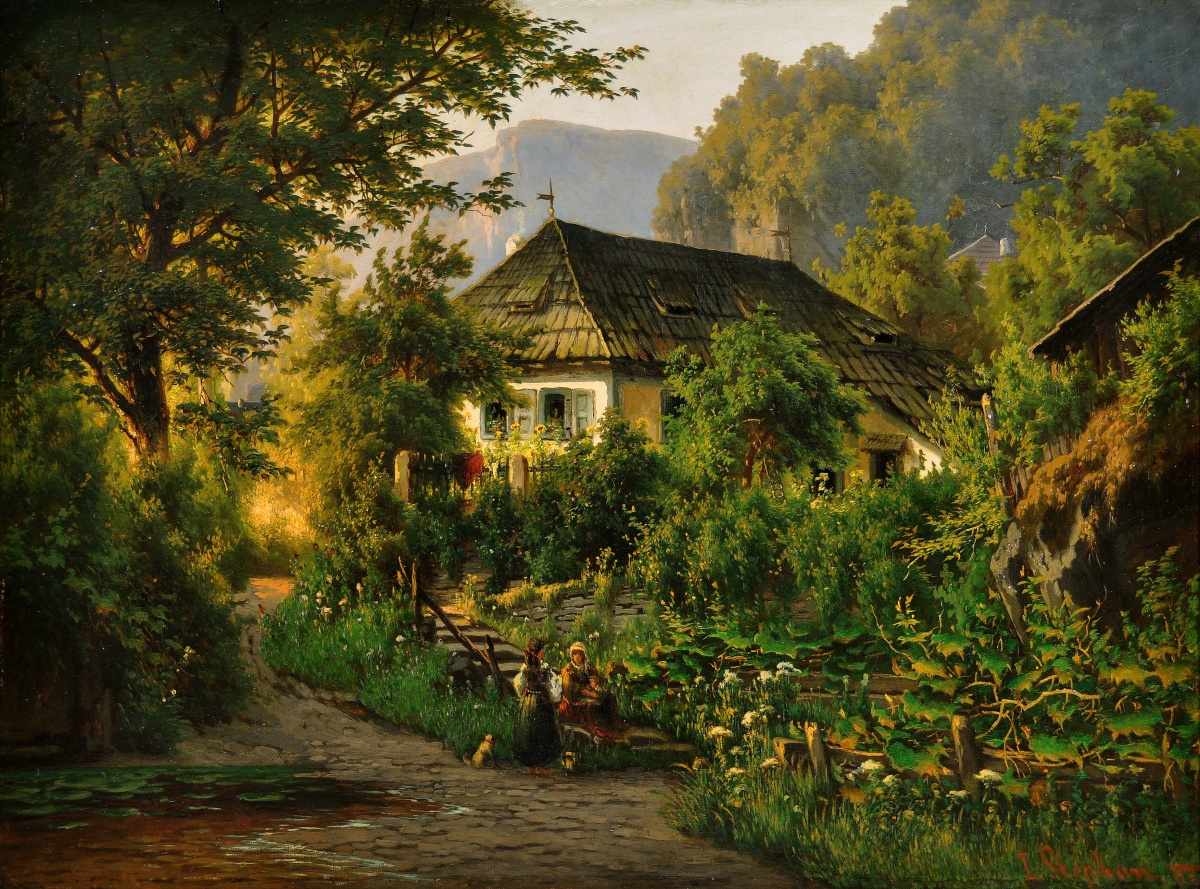
Leopold Stephan - U potoka
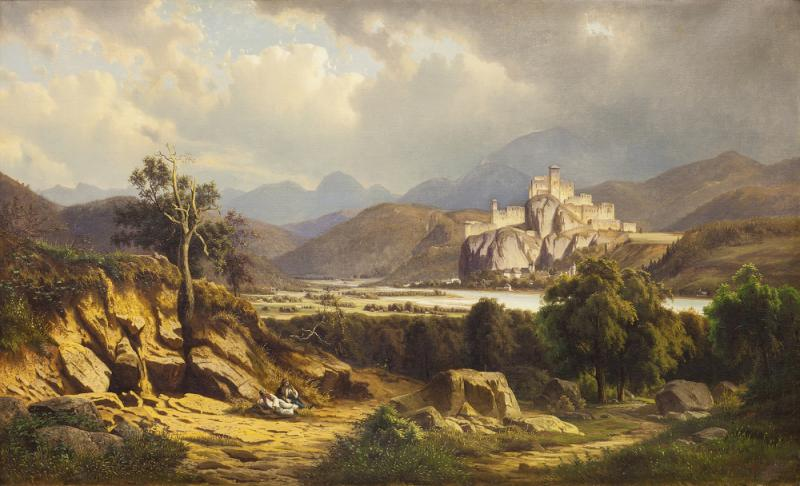
Leopold Stephan - Údolí Váhu u Trenčína (Trenčínský hrad)